# Mateu Pla
Mateu Pla, (nacido 8 de julio de 1910 en Barcelona, Barcelona y fallecido el 22 de octubre de 1987 en la misma ciudad) fue un exjugador de baloncesto español.   

## Trayectoria
Comienza a jugar en el  Laietà Basket Club, equipo en el que transcurre toda su carrera deportiva. Gana dos campeonatos de Cataluña y un subcampeontato.